# Singapour aux Jeux olympiques d'été de 2008
Singapour participe aux Jeux olympiques d'été de 2008 à Pékin.

## Liste des médaillés

### Médailles d'or
| Sport              | Discipline | Sportifs | Performance |
| Médailles d'or : 0 |            |          |             |

### Médailles d'argent
| Sport                  | Discipline      | Sportifs                          | Performance           |
| Médailles d'argent : 1 |                 |                                   |                       |
| Tennis de table        | Par équipes (F) | Feng Tianwei Li Jiawei Wang Yuegu | Singapour 0 - 3 Chine |

### Médailles de bronze
| Sport                   | Discipline | Sportifs | Performance |
| Médailles de bronze : 0 |            |          |             |

## Athlètes singapouriens par sports[1]

### Athlétisme
| Hommes - 100 m : - Calvin Kang | Femmes - Lancer de poids : - Guirong Zhang |

#### Hommes
| Épreuve    | Athlète              | Séries   | Séries | Quarts de finale | Quarts de finale | Demi-finales | Demi-finales | Finale   | Finale |
| Épreuve    | Athlète              | Résultat | Rang   | Résultat         | Rang             | Résultat     | Rang         | Résultat | Rang   |
| ---------- | -------------------- | -------- | ------ | ---------------- | ---------------- | ------------ | ------------ | -------- | ------ |
| 100 mètres | Calvin Kang Li Loong | 10.73    | 6e     | -                | -                | -            | -            | -        | -      |

#### Femmes
| Epreuve         | Athlète       | Séries   | Séries | Quarts de finale | Quarts de finale | Demi-finales | Demi-finales | Finale   | Finale |
| Epreuve         | Athlète       | Résultat | Rang   | Résultat         | Rang             | Résultat     | Rang         | Résultat | Rang   |
| --------------- | ------------- | -------- | ------ | ---------------- | ---------------- | ------------ | ------------ | -------- | ------ |
| Lancer du poids | Guirong Zhang | 16,23m   | 14e    | -                | -                | -            | -            | -        | -      |

### Badminton
| Hommes - Simple : - Ronald Susilo | Femmes - Simple : - Aiying Xing - Double : - Yanmei Jiang, Yujia Li | Mixte - Double : - Yujia Li et Hendri Kurniawan Saputra |

#### Hommes
[modifier | modifier le code]
| Épreuve      | Athlète                  | 32éme de Finale | 16éme de Finale       | Huitième de Finale              | Quarts de finale | Demi-finales | Finale/ 3e place |
| Épreuve      | Athlète                  | Résultats       | Résultat              | Résultat                        | Résultat         | Résultat     | Résultat         |
| ------------ | ------------------------ | --------------- | --------------------- | ------------------------------- | ---------------- | ------------ | ---------------- |
| Simple       | Ronald Susilo            | NC              | Lee 0-2 (13/21-14/21) | -                               | -                | -            | -                |
| Double mixte | Yujia Li                 | NC              | NC                    | Juhl/Laybourn 0-2 (12/21-14/21) | -                | -            | -                |
| Double mixte | Hendri Kurniawan Saputra | NC              | NC                    | Juhl/Laybourn 0-2 (12/21-14/21) | -                | -            | -                |

### Natation
| Hommes - 200 m nage libre : - Bryan Tay | Femmes - 100 m nage libre : - Ting Wen Quah - 200 m nage libre : - Lynette Lim - 400 m nage libre : - Lynette Lim - 800 m nage libre : - Lynette Lim - 100 m papillon : - Li Tao - 200 m papillon : - Li Tao - 100 m brasse : - Nicolette Teo - 200 m brasse : - Nicolette Teo - 400 m 4 nages : - Ting Wen Quah |

### Tennis de table
| Hommes - Simple : - Yang Zi (en) - Gao Ning - Par équipes : - Xiao Li Cai, Yang Zi (en) et Gao Ning | Femmes - Simple : - Feng Tianwei - Li Jiawei - Wang Yuegu - Par équipes : - Feng Tianwei, Li Jiawei, Wang Yuegu et Sun Beibei |

### Voile
| Hommes - Laser : - Seng Leong Koh - 470 : - Yuan Zhen Xu et Terence Koh | Femmes - 470 : - Liying Toh et Deborah Huimin Ong - Laser radial : - Man Yi Lo |

### Tir
Hommes
- Trap :
  - Wung Yew Lee